# Авли
Авли (фр. Havelu) насеље је и општина у централној Француској у региону Центар (регион), у департману Ер и Лоар која припада префектури Дре.
По подацима из 2011. године у општини је живело 119 становника, а густина насељености је износила 32,16 становника/km². Општина се простире на површини од 3,7 km². Налази се на средњој надморској висини од 136 метара (максималној 137 m, а минималној 124 m).

## Демографија
| 1962. | 1968. | 1975. | 1982. | 1990. | 1999. | 2011. |
| ----- | ----- | ----- | ----- | ----- | ----- | ----- |
| 96    | 109   | 109   | 85    | 94    | 102   | 119   |

График промене броја становника у току последњих година